# 웃어요, 엄마
《웃어요, 엄마》는 2010년 11월 6일부터 2011년 4월 24일까지 방영된 SBS 주말극장이다.

## 줄거리
자식의 성공을 위해 물불 가리지 않는 조복희(이미숙), 가부장적인 남편에 순종하며 살아온 박순자(박원숙), 사회적 성공을 이뤘지만 자식들과 갈등으로 골이 깊은 윤민주(지수원), 평생 딸을 가슴에 묻고 사는 강서풍(임예진) 등 서로 다른 어머니와 가족 간의 화해를 통해 진정한 모정에 대해 반추해보는 작품이다.

## 등장 인물

### 엄마들
- 이미숙 : 조복희 역

달래와 머루 남매의 모. 왕년의 유명 여배우. 재력가인 남편과 결혼해 은퇴했지만 남편이 사업에 망하자 악착같이 두 아이를 키워낸다. 자신의 이루지 못한 꿈을 딸 달래에게 강요, 달래를 힘들게 만든다.
- 박원숙 : 박순자 역

신영 모. 교사 출신의 꼬장꼬장한 남편의 비위를 보며 살아온 순종적인 어머니.
- 지수원 : 윤민주 역

연우와 연서 남매의 모. 유명 시인이자 대학 교수. 남편의 외도로 이혼하고 혼자 두 아이를 키웠다. 고생 끝에 사회적 경제적으로 안정을 이뤘지만 일에 매진하는 동안 두 아이가 키운 상처는 너무나 크다.
- 임예진 : 강서풍 역

신영의 고모. 동풍의 여동생. 처녀 시절 혼자 아이를 낳았지만 고지식한 오빠 동풍에 의해 아이를 잃고 20년이 넘도록 찾고 있다.

### 주요 인물
- 윤정희 : 강신영 역

머루의 아내. 명문대 영문과를 나와 번역가로 성공을 눈앞에 뒀지만 고지식한 아버지의 반대로 사랑도, 성공도 이루지 못했다. 소개로 만난 머루와 결혼해 능력 없는 남편의 능력을 채워주며 살아가는데 만족해왔지만 믿었던 남편에게 처절하게 배신 당한 후, 잃어버렸던 자아에 눈을 뜬다.
- 이재황 : 신머루 역

복희의 아들. 달래의 오빠. 보좌관. 국회의원 공천을 받기 위해 발로 뛰지만 능력이 없고 허술하다. 지혜로운 아내 신영과 결혼해 적극적인 내조를 받지만, 첫사랑 보미와의 재회로 결국 가정을 지키지 못한다.
- 고은미 : 황보미 / 오혜진 / 까시 역

보좌관. 머루의 첫사랑. 어린 시절 복희에게 처절하게 짓밟히고 수 년이 지나 성공가도를 달리고 있다. 머루와 재회하면서 그를 붙잡기 위해 악행도 서슴지 않는다. 신영과는 숨겨진 연결고리가 있다.
- 강민경(아역 전민서) : 신달래 역

배우. 복희의 딸. 엄마의 강요로 어린 아이 시절부터 배우가 됐지만 연예계 생활을 견뎌내기엔 너무 유순하고 욕심도 없다. 유일한 안식처는 짝사랑하는 연우지만 연우의 마음을 얻지는 못한다.
- 김진우 : 배연우 역

제일신문 기자. 윤민주의 아들. 아버지의 외도에 대한 상처 때문에 어떤 여자에게도 마음을 열지 않는다. 언제나 냉철하고 기자로서의 중립을 유지한다. 뒤늦게 마음을 연 여자가 바로 달래의 새 언니였던, 신영이다.
- 서준영 : 이강소 역

윤민주의 조교. 윤민주의 아픔을 이해하고 상처를 어루만질 수 있는 남자.

### 조복희 주변 인물
- 김용건 : 신기봉 역

복희의 남편. 달래와 머루 남매의 부친. 적극적으로 자식들의 인생에 개입하는 열혈 엄마 복희와 달리 뒤에서 자식들의 행복을 바라고 희생하는 아버지.
- 정지안 : 신소라 역

기봉이 외도로 낳은 딸.
- 박성민 : 구현세 역

TN 미디어 사장. 달래의 팬으로 재력을 이용해 달래의 남자가 되려한다.

### 강신영 주변 인물
- 윤주상 : 강동풍 역

교사 출신. 꼬장꼬장하고 고지식하다. 평생 아내와 딸, 여동생에게 상처를 줬다는 생각에 죄책감을 안고 있다.
- 서동원 : 강도영 역

순자의 아들. 신영의 오빠.
- 황보라 : 김미소 역

도영의 아내.
- 정찬 : 최정운 역

신영의 과거 연인. 정운의 집안을 이유로 동풍이 반대하는 바람에 신영과 사랑을 이루지 못했었다. 신영과 재회하지만 본의 아니게 피해를 준다.
- 이미은 : 혜련 역

신영의 선배
- 강예서 : 신유라 역

신영과 머루의 딸

### 배연우 주변 인물
- 여민주 : 배연서 역

윤민주의 딸. 배연우의 여동생. 아빠에 대한 기억이 없는 탓에 아빠에 대한 증오도 엄마나 오빠보다 훨씬 적다. 엄마 민주와 반목하지만 후에는 민주의 진심을 알게 된다.
- 이현경 : 이강소의 누나 역

윤민주의 전남편의 내연녀

### 그 외 인물
- 배그린 : 백장미 역
- 박준금 : 장미 모 역
- 김선경 : 안 선생 역
- 최성호 : 드라마 감독 역
- 김윤태 : 기획사 대표 역
- 원종례 : 박의원 처 역

### 특별 출연
- 손현주 : 정책위 의장 역
- 정한헌 : 국회의원 박복만 역
- 장원영 : 문 감독 역
- 청림 : 맥 역
- 서지영 : 정소희 역 - 맥의 약혼자
- 민준현 : 프렌차이츠업체직원 역
- 정병호 : 제일신문사의 부장 역
- 최필립 : 영화 배우 역

## 시청률
최저 시청률과 최고 시청률은 시청률 조사회사와 지역별로 시청률에 차이가 있을 수 있습니다.
| 2010년      | 2010년      | 2010년         | 2010년       | 2010년         | 2010년       |
| 회차        | 방송일      | TNmS 시청률    | TNmS 시청률  | AGB 시청률     | AGB 시청률   |
| 회차        | 방송일      | 대한민국(전국) | 서울(수도권) | 대한민국(전국) | 서울(수도권) |
| ----------- | ----------- | -------------- | ------------ | -------------- | ------------ |
| 제1회       | 11월 6일    | 12.0%          | 12.3%        | 14.4%          | 15.0%        |
| 제2회       | 11월 7일    | 11.3%          | 11.0%        | 13.5%          | 14.8%        |
| 제3회       | 11월 13일   | 9.3%           | 9.2%         | 11.8%          | 12.1%        |
| 제4회       | 11월 14일   | 10.0%          | 9.9%         | 12.1%          | 12.2%        |
| 제5회       | 11월 20일   | 8.3%           | 7.9%         | 10.2%          | 10.2%        |
| 제6회       | 11월 21일   | 11.7%          | 11.1%        | 14.3%          | 14.9%        |
| 제7회       | 11월 27일   | 10.3%          | 10.3%        | 12.0%          | 12.1%        |
| 제8회       | 11월 28일   | 9.2%           | 9.1%         | 10.6%          | 10.5%        |
| 제9회       | 12월 4일    | 9.0%           | 8.7%         | 11.4%          | 12.1%        |
| 제10회      | 12월 5일    | 9.0%           | 8.9%         | 10.4%          | 10.2%        |
| 제11회      | 12월 11일   | 9.6%           | 9.5%         | 12.1%          | 13.1%        |
| 제12회      | 12월 12일   | 10.1%          | 9.8%         | 12.6%          | 13.5%        |
| 제13회      | 12월 18일   | 9.2%           | 9.2%         | 9.7%           | 10.3%        |
| 제14회      | 12월 19일   | 9.5%           | 9.2%         | 11.6%          | 11.6%        |
| 제15회      | 12월 25일   | 9.7%           | 9.9%         | 11.3%          | 11.3%        |
| 제16회      | 12월 26일   | 9.3%           | 9.2%         | 11.8%          | 12.1%        |
| 2011년      |             |                |              |                |              |
| 제17회      | 1월 1일     | 9.8%           | 11.1%        | 12.2%          | 11.5%        |
| 제18회      | 1월 2일     | 9.4%           | 11.5%        | 11.3%          | 11.5%        |
| 제19회      | 1월 8일     | 8.7%           | 9.5%         | 11.6%          | 11.9%        |
| 제20회      | 1월 9일     | 9.6%           | 11.2%        | 14.1%          | 14.8%        |
| 제21회      | 1월 15일    | 10.7%          | 12.3%        | 13.0%          | 13.1%        |
| 제22회      | 1월 16일    | 10.2%          | 11.6%        | 13.3%          | 13.5%        |
| 제23회      | 1월 22일    | 10.9%          | 12.3%        | 13.7%          | 14.2%        |
| 제24회      | 1월 23일    | 10.4%          | 11.5%        | 13.5%          | 13.2%        |
| 제25회      | 1월 29일    | 11.0%          | 12.3%        | 13.6%          | 14.2%        |
| 제26회      | 1월 30일    | 10.8%          | 12.1%        | 12.9%          | 13.6%        |
| 제27회      | 2월 5일     | 12.1%          | 13.6%        | 13.8%          | 13.3%        |
| 제28회      | 2월 6일     | 12.3%          | 13.0%        | 15.7%          | 16.1%        |
| 제29회      | 2월 12일    | 12.3%          | 12.9%        | 14.5%          | 14.2%        |
| 제30회      | 2월 13일    | 13.9%          | 15.7%        | 16.7%          | 17.7%        |
| 제31회      | 2월 19일    | 13.2%          | 14.2%        | 16.9%          | 18.0%        |
| 제32회      | 2월 20일    | 12.7%          | 13.1%        | 16.0%          | 16.8%        |
| 제33회      | 2월 26일    | 13.2%          | 14.1%        | 15.0%          | 15.3%        |
| 제34회      | 2월 27일    | 13.2%          | 14.0%        | 16.7%          | 16.3%        |
| 제35회      | 3월 5일     | 12.9%          | 13.7%        | 14.7%          | 15.4%        |
| 제36회      | 3월 6일     | 13.6%          | 14.5%        | 17.0%          | 17.7%        |
| 제37회      | 3월 12일    | 12.0%          | 13.0%        | 13.7%          | 14.5%        |
| 제38회      | 3월 13일    | 12.5%          | 13.7%        | 15.3%          | 16.1%        |
| 제39회      | 3월 19일    | 12.0%          | 12.7%        | 14.9%          | 15.7%        |
| 제40회      | 3월 20일    | 11.4%          | 12.0%        | 15.4%          | 16.8%        |
| 제41회      | 3월 26일    | 11.0%          | 11.2%        | 13.4%          | 13.9%        |
| 제42회      | 3월 27일    | 12.9%          | 13.1%        | 15.1%          | 15.5%        |
| 제43회      | 4월 2일     | 11.5%          | 11.0%        | 14.1%          | 14.8%        |
| 제44회      | 4월 3일     | 11.9%          | 11.9%        | 14.5%          | 15.8%        |
| 제45회      | 4월 9일     | 10.2%          | 11.0%        | 12.8%          | 13.6%        |
| 제46회      | 4월 10일    | 11.0%          | 11.4%        | 12.9%          | 14.2%        |
| 제47회      | 4월 16일    | 10.3%          | 10.8%        | 11.7%          | 12.6%        |
| 제48회      | 4월 17일    | 10.7%          | 11.5%        | 12.5%          | 13.7%        |
| 제49회      | 4월 23일    | 10.2%          | 10.8%        | 11.8%          | 12.6%        |
| 제50회      | 4월 24일    | 10.5%          | 11.6%        | 13.3%          | 14.2%        |
| 평균 시청률 | 평균 시청률 | 10.9%          | 11.5%        | 13.3%          | 13.8%        |

## 경쟁 프로그램
- 결혼해주세요
- 사랑을 믿어요 (이상 KBS 2TV.)
- 글로리아(2010년 7월 31일부터 10월 31일까지는 7시 55분에 방영되었으나 2010년 11월 6일부터 8시 40분으로 이동)
- 반짝반짝 빛나는 (이상 MBC.)

## 참고 사항
- 윤민주 역에는 하유미가 캐스팅되었으나 최종 불발되었며 이 역은 지수원이 대신 맡았다.[3]
- 당초 기획의도에 어긋나는 자극적인 스토리로 방송통신심의위원회에서 경고 조치와 주의 조치 각각 두 번의 징계를 받았다.[4]

## 같이 보기
- SBS